# Eastern European Superleague 2019
La Eastern European Superleague 2019 è la 1ª edizione dell'omonimo torneo di football americano.
La squadra vincitrice di questo torneo sfiderà i campioni di Polonia (PLFA Topliga) in una finale generale.

## Squadre partecipanti
| Club                          | Città           | Stadio | Sponsor ufficiale | Risultato nella stagione 2018 |
| ----------------------------- | --------------- | ------ | ----------------- | ----------------------------- |
| Minsk Litwins                 | Minsk           |        |                   |                               |
| Moscow Spartans               | Mosca           |        |                   |                               |
| Sankt Petersburg Griffins     | San Pietroburgo |        |                   |                               |
| Sankt Petersburg North Legion | San Pietroburgo |        |                   |                               |

## Stagione regolare

### Calendario

#### 1ª giornata
| Minsk 13 aprile 2019, ore 15:00 | Minsk Litwins | 21 – 27 (0-14 0-0 0-13 21-0) referto | Sankt Petersburg North Legion | Stadion SOK Olimpijskij |

#### 2ª giornata
| Mosca 20 aprile 2019, ore 18:30 | Moscow Spartans | 19 – 6 referto | Sankt Petersburg Griffins | Spartak |

#### 3ª giornata
| Mosca 4 maggio 2019, ore 16:00 | Moscow Spartans | 21 – 0 (14-0 0-0 0-0 7-0) referto | Sankt Petersburg North Legion | Spartak |

| San Pietroburgo 5 maggio 2019, ore 16:00 | Sankt Petersburg Griffins | 0 – 40 referto | Minsk Litwins | Dinamo |

#### Anticipi 1
| Minsk 12 maggio 2019 | Minsk Litwins | 0 – 44 referto | Moscow Spartans | SOK Olimpiiskii |

#### 4ª giornata
| San Pietroburgo 18 maggio 2019, ore 18:00 | Sankt Petersburg North Legion | 17 – 0 (7-0 7-0 0-0 3-0) referto | Sankt Petersburg Griffins |  |

#### 5ª giornata
| San Pietroburgo 1º giugno 2019, ore 12:30 | Sankt Petersburg Griffins | 7 – 10 (0-0 0-3 7-7 0-0) referto | Sankt Petersburg North Legion |  |

| San Pietroburgo 1º giugno 2019, ore 16:30 | Moscow Spartans | 54 – 0 (14-0 20-0 7-0 13-0) referto | Minsk Litwins |  |

#### 6ª giornata
| Minsk 15 giugno 2019, ore 13:00 | Minsk Litwins | 18 – 26 (6-12 6-8 6-6 0-0) referto | Sankt Petersburg Griffins |  |

| San Pietroburgo 15 giugno 2019, ore 15:00 | Sankt Petersburg North Legion | 7 – 2 referto | Moscow Spartans | Stadio Dinamo |

#### 7ª giornata
| San Pietroburgo 29 giugno 2019, ore 13:00 | Sankt Petersburg Griffins | 6 – 42 | Moscow Spartans |  |

| San Pietroburgo 29 giugno 2019, ore 19:00 | Sankt Petersburg North Legion | 33 – 14 | Minsk Litwins | Stadio Dinamo |

### Classifica
La classifica della regular season è la seguente:
- PCT = percentuale di vittorie, G = partite giocate, V = partite vinte,  P = partite perse, PF = punti fatti, PS = punti subiti

| Pos. | Squadra                       | PCT  | G | V | N | P | PF  | PS  |
| ---- | ----------------------------- | ---- | - | - | - | - | --- | --- |
| 1    | Moscow Spartans               | .833 | 6 | 5 | 0 | 1 | 182 | 19  |
| 2    | Sankt Petersburg North Legion | .833 | 6 | 5 | 0 | 1 | 94  | 65  |
| 3    | Minsk Litwins                 | .167 | 6 | 1 | 0 | 5 | 93  | 184 |
| 4    | Sankt Petersburg Griffins     | .167 | 6 | 1 | 0 | 5 | 45  | 146 |

## Finali

### Finale 3º - 4º posto
| Puškin 13 luglio 2019, ore 12:00 | Sankt Petersburg Griffins | 36 – 20 (14-0 12-6 10-6 0-8) referto | Minsk Litwins | Tsarskoe Selo Stadium |

### I Finale
| Puškin 13 luglio 2019, ore 16:00 | Sankt Petersburg North Legion | 16 – 42 (7-16 2-10 0-6 7-10) referto | Moscow Spartans | Tsarskoe Selo Stadium |

## Verdetti
- Moscow Spartans Campioni della Eastern European Superleague 2019